# Laccophilus uncletan
Laccophilus uncletan là một loài bọ cánh cứng trong họ Bọ nước. Loài này được Hájek & Stastný miêu tả khoa học năm 2005.